# Kim Joo-ri
Kim Joo-ri (Hangul: 김주리, 21 de mayo de 1988-), es conocida por ser la ganadora de Miss Corea 2009.

## Miss Mundo 2009
Kim obtuvo un lugar entre las 20 finalistas de la competencia de Miss Mundo Belleza Playera que tuvo lugar en el Resort de Zimbali, KwaZulu-Natal, Durban, Sudáfrica el 25 de noviembre de 2009 y ganó la primera finalista en la competencia de Miss World Talent. En el Miss Mundo 2009, quedó en la final Top 16 y ganó Reina de Asia y Oceanía. En 2005, la última posición de Corea fue Oh EUN-young.
Por primera vez en la historia, la ganadora de Miss Corea representará a Corea en el Miss Mundo 2009 y en el Miss Universo 2010, que se celebrará en el verano de este año . Ella también fue coronada como Miss Seúl 2009 antes de competir en Miss Corea 2009. Kim Joo-ri, este es un nombre coreano, el nombre de la familia es Kim.

## Miss Universo 2010
Kim Joo-ri representante oficial de Corea en el Miss Universo 2010. Honey Lee fue la última Coreana en colocarse en las Semifinales de Miss Universo 2007.

## Filmografía

### Películas
| Año  | Título                       | Personaje | Notas                                                                       |
| ---- | ---------------------------- | --------- | --------------------------------------------------------------------------- |
| 2015 | Mission: Kidnap the Top Star | -         | junto a Jung Heon, Kim Jung-hun, Oh Chang-seok, Park Dong-bin y Yoon Ah-min |